# 张楠 (体操运动员)
張楠（1986年4月30日—），女，江蘇人，中國竞技体操運動員。

## 生平
張楠於1994年時開始在北京什刹海體校接受訓練，其教練是陳健；兩年後進北京隊，當時的教練是常惠芳；到了2001年，張楠成功入選國家隊，教練是為陸善真、劉群琳。
她小小年紀但已有出眾的表現，張楠於2000年在法國舉辦的體操邀請賽中的平衡木賽事取得亞軍，1年後在中澳俄三國對抗賽中贏得兩個冠軍和一個的季軍，又在之後的全國錦標賽中的平衡木項目奪冠，及後在九運會中的女子團體得銅牌。
2002年，張楠在不同的錦標賽贏得了不錯的成績。2003年，張楠於世錦賽中的女子個人全能項目名列第三。之後的1年，在雅典奧運中的個人全能項目中為中國在體操項目中增添一面銅牌。
2005年，張楠分別於十運會自由體操以及平衡木為北京隊摘下了一金一銀。又在澳門東亞運中贏得了女子個人全能項目金牌。
2006年，张楠继2002、2003、2005年后第四次参加体操世界锦标赛，并且作为女队的队长，带领全队获得了中国女子体操史上的第一个团体世界冠军，女子团体决赛当晚，张楠参加了跳马、平衡木、自由操三项比赛，并且都取得了不错的成绩，其中平衡木更是取得了当晚的全场最高分15.950。同时，张楠也以预赛第一的身份进入了女子平衡木的单项决赛，可是在决赛前一天，张楠脚意外受伤，当时医生说若第二天能参赛那是一个“奇迹”。在决赛当晚，张楠坚持出场比赛，可能是受到了脚伤的影响，也可能是受到前面裁判打分过度延时的影响，张楠在一个空翻串的连接上出现了失误，影响了全套动作的难度价值分，最后仅名列第四。随后，她仍然做为女队队长带队参加了亚运会的体操比赛，并蝉联女子团体冠军，以及在平衡木上获得中国体操队在亚运会上的第一百枚金牌。年末，她参加了体操世界杯总决赛平衡木的比赛，由于上法掉木，也仅获得第四名的成绩。
2008年，张楠由於狀態欠佳，多次於比賽中敗給新秀（例如何可欣、江钰源等），導致她無緣八月舉行的北京奧運。
2009年，张楠23歲，參加了全運會，這是她的第三屆全運會，這亦是她體操生涯中最後一次比賽。她代表北京隊在團體決賽中斬獲一枚銅牌，為她的體操生涯劃上一個完美的句號。 
2010年，张楠於年初開始當上北京隊的教練。

## 恋情
2013年情人节，中国体操奥运冠军滕海滨于微博上正式公开了他和张楠的恋人关系。